# Monastero di San Millán de Suso
Il Monastero di San Millán de Suso o Monastero di Suso (il vocabolo "suso", oggi in disuso, significa "in alto"), è situato nel comune di San Millán de la Cogolla, sulla sponda sinistra del fiume Cárdenas nella La Rioja, comunità autonoma della Spagna settentrionale.

Il monastero fa parte del complesso monumentale, composto di due monasteri, il secondo dei quali, costruito posteriormente, è il Monastero di San Millán de Yuso, o Monastero di Yuso (il vocabolo "yuso", oggi in disuso, significa "in basso"), ed entrambi sono stati dichiarati patrimonio dell'umanità

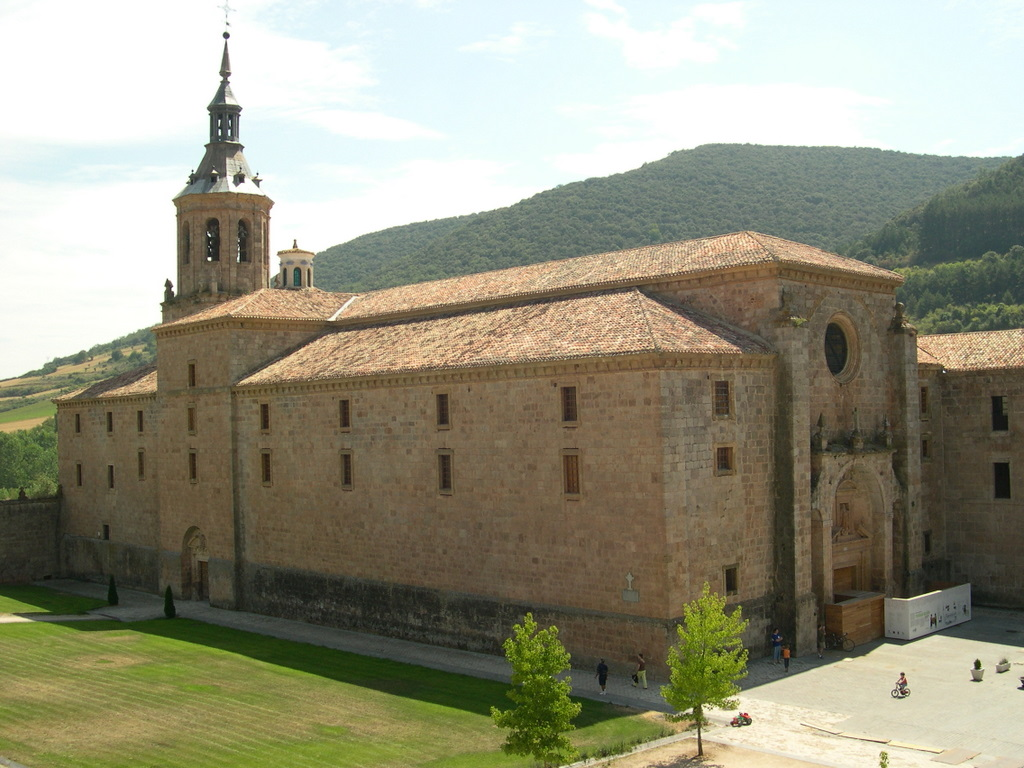
Monastero di San Millán de Yuso

La costruzione fu iniziata nella seconda metà del VI secolo, nel luogo dove sorgeva un cenobio visigoto accanto al sepolcro dell'eremita, Emiliano della Cogolla, morto nel 574 circa.

Nei secoli seguenti sino al XII secolo il monastero fu ampliato in considerazione del mutare della sua destinazione, prima a eremo poi a cenobio ed infine a monastero, seguendo due stili architettonici: il Mozarabo e il romanico

L'importanza del monastero non è solo artistica e religiosa, ma anche linguistica e letteraria. In questo luogo un monaco scrisse le Glosse emilianensi, le prime composizioni scritte in basco, che sono considerate la culla della lingua romanza ispanica e basca.
Il 7 dicembre 1997 il complesso dei due monasteri fu dichiarato Patrimonio dell'umanità.